# Бредеро, Гербранд Адрианс
Гербранд Адрианс Бредеро (нидерл. Gerbrand Adriaensz. Bredero; 16 марта 1585 года, Амстердам — 23 августа 1618 года, Амстердам) — нидерландский поэт и драматург, один из представителей «Золотого века Нидерландов».

## Биография

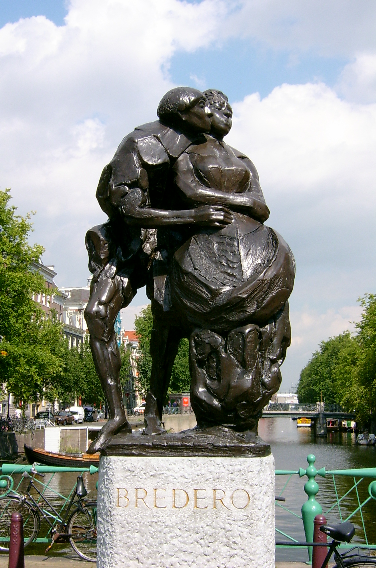
Памятник Бредеро в Амстердаме

Первоначально Гербранд Адрианс Бредеро учился живописи, но скоро приобрел себе популярность на литературном поприще своими песнями («Boertigh, amoreus en aendachtigh liedtboeck», 1622), и, в особенности, своими комедиями («Moortje», 1615; «Spaansche Brabander», 1617; «Stomme redder», 1618 и др.), которые по живости характеров и сцен, взятых из народного быта, часто напоминают собою фламандскую школу живописи XVII века.
В конце XIX — начале XX века на страницах «Энциклопедического словаря Брокгауза и Ефрона» Бредеро охарактеризован как «славнейший из голл. авторов комедий XVII стол».

## Творчество
- «Родерик и Альфонс» (1611)
- «Гриана» (1612)
- «Мавританка» (1615)
- «Испанский брабандец» (1617)
- «Большая книга песен» (1622)
- Собрание сочинений (1638)